# شارلوته أوسغود ماسون
شارلوته أوسغود ماسون (بالإنجليزية: Charlotte Osgood Mason)‏ هي نجمة اجتماعية أمريكية، ولدت في 18 مايو 1854 في برينستون في الولايات المتحدة، وتوفيت في 15 أبريل 1946 في نيويورك في الولايات المتحدة.

## وصلات خارجية
- شارلوته أوسغود ماسون على موقع الموسوعة البريطانية (الإنجليزية)